# Форум сотрудничества Китай-Африка
Форум китайско-африканского сотрудничества (англ. Forum on China–Africa Cooperation; кит. 中非合作论坛; фр. Forum sur la coopération sino-africaine, сокращённо FOCAC, ФОКАК) — официальный форум, проводимый Китаем и всеми государствами Африки за исключением Эсватини, которое не имеет дипломатических отношений с КНР, поскольку признаёт Тайвань.
Конференции либо саммиты ФОКАК проходят раз в 3 года поочерёдно в Пекине и в крупных городах разных африканских государств.

## Форумы
Первая конференция ФОКАК состоялась в Пекине с 10 по 12 октября 2000 года. Китайскую делегацию возглавляли Председатель КНР Цзян Цзэминь, его заместитель Ху Цзиньтао, а также премьер Госсовета КНР Чжу Жунцзи. В саммите принимали участие 80 министров из Китая и 44 африканских стран, а также представители от 17 международных и региональных организаций. Различные африканские делегации возглавляли, в частности, президент Алжира Абдель Азиз Бутефлика, президент Замбии Фредерик Чилуба, президент Танзании Бенджамин Мкапа и президент Того Гнассингбе Эйадема. Делегацию ОАЕ возглавлял Генеральный секретарь Салим Ахмад Салим. Конференция приняла пекинскую декларацию форума по китайско-африканскому сотрудничеству и программу китайско–африканского сотрудничества в области экономического и социального развития
Вторая конференция прошла в Аддис-Абебе, Эфиопия, с 15 по 16 декабря 2003 года.
Первый саммит и третья конференция (третий форум) прошёл в Пекине с 3 по 5 ноября 2006 года.
Четвёртая конференция прошла в Шарм-эш-Шейхе, Египет, с 8 по 9 ноября 2009 года.
Пятая конференция прошла в Пекине с 19 по 29 июля  2012 года.
Второй саммит и шестая конференция (шестой форум) прошёл в Йоханнесбурге, ЮАР, с 4 по 5 декабря 2015 года.
Седьмой форум прошёл в Пекине в с 3 по 4 сентября 2018 года.
Восьмой форум прошёл в Дакаре, Сенегал, с 29 по 30 ноября 2021 года.